# Désert de Tirari

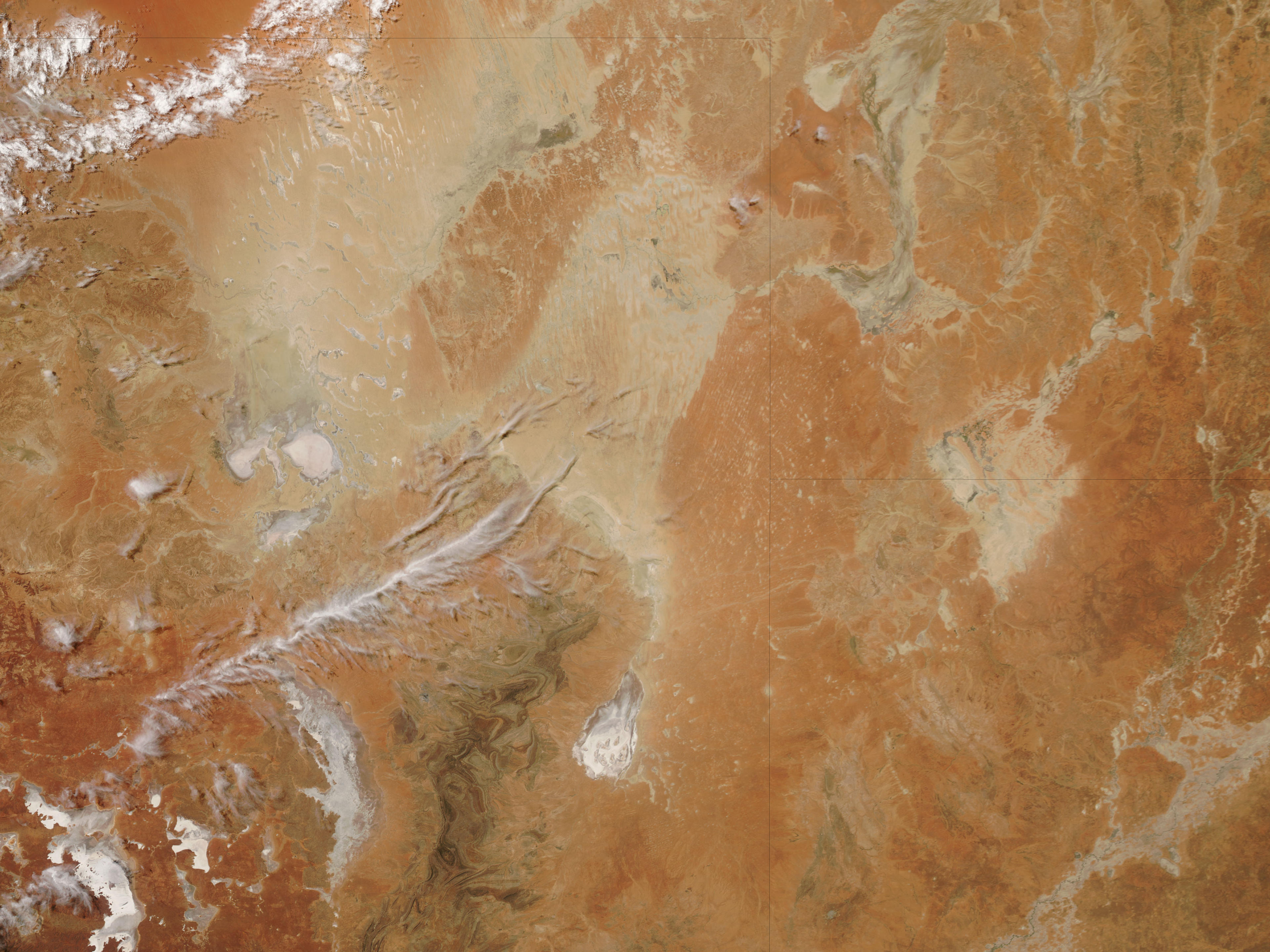
Le désert de Tirari, 2006 NASA image satellite.

Le désert de Tirari d'une superficie de 15 250 kilomètres carrés est situé dans la partie orientale de la région du Grand Nord en Australie-Méridionale.

## Situation et description
Le désert de Tirari se caractérise du nord au sud par des lacs salés et de grandes dunes de sable,. Il recouvre une partie du Parc national du lac Eyre  mais il se trouve principalement au nord-est du lac Eyre. La Cooper Creek traverse le centre du désert.
Les déserts voisins de la région comprennent le désert de Simpson, qui se trouve au nord alors que le désert Strzelecki est à l'est et le Sturt Stony Desert, en bordure de la piste vers Birdsville, au nord-est.
Il permet de faire l'expérience de conditions de vie difficiles avec des températures élevées et des précipitations très faibles (la moyenne annuelle des précipitations est inférieure à 125 millimètres).

### Accès et «stations»
L'accès principal au désert pour les véhicules se fait par la piste vers Birdsville (Birdsville Track) qui mène de Marree au sud à Birdsville. L'Hôtel Mungerannie est le seul point aménagé situé entre les deux villes qui fournit des services.
La région du désert de Tirari a un certain nombre de grandes fermes (stations) où l'on élève du gros bétail et qui sont des points d'arrêt pour le service de distribution du courrier par avion du Channel Country.
La station Dulkaninna est gérée par la même famille depuis 110 ans, compte 2 000 bovins et élève des chevaux de races et des kelpies. La station Etadunna, au nord, élève sur 1 million d'acres 2 500 bovins. Les environs de ces fermes comprennent un certain nombre de sites historiques comme les ruines de la propriété Bucaltaninna, les ruines des entrepôts de laine et le Canny Trig Point (également connu sous le nom Pile Milner) et le site de la Mission Killalpaninna.
Plus au nord encore la station Mulka abrite également un certain nombre de sites historiques, comme les ruines des fermes Apatoongannie, Old Mulka et Ooroowillannie classées au patrimoine historique de l'Australie-Méridionale.

## Végétation
La végétation dans les zones de dunes du désert de Tirari est dominée soit par Acacia ligulata soit par Zygochloa paradoxa qui poussent sur les crêtes et les versants de dunes. On trouve également sur les pentes des zones de grands buissons clairsemés. Ces zones à végétation clairsemée se couvrent d'un tapis de graminées et de plantes à fleurs colorées à la suite des pluies.
Les types de sols entre les dunes et donc de végétation varient en fonction de l'espacement des dunes. Les dunes rapprochées ont dans les vallées une végétation semblable à celle des versants tandis les zones de dunes espacées sont séparées par des champs de cailloux ou des plaines inondables, chacune ayant une communauté végétale particulière.
La végétation des plaines inondables varie en fonction de la capacité de la terre à retenir les eaux de pluie et la fréquence des inondations. Dans les zones les plus sèches, les espèces comme Atriplex nummularia, Maireana aphylla et Chenopodium auricomum forment une végétation clairsemée de zones arbustives tandis que les zones de marais et les cuvettes sont fréquemment associées à Eragrostis australasica et Muehlenbeckia florulenta.
Les zones de cours d'eau intermittents et les points d'eau permanents associés aux affluents du Cooper Creek ont une végétation de forêt dominée par Eucalyptus camaldulensis et Eucalyptus coolabah.
En 2008, le désert de Tirari a été classé Par l'Interim Biogeographic Regionalisation for Australia(IBRA) en SSD3: Dieri qui forme une partie de la région des champs de dunes Simpson Strzelecki (SSD). Il fait aussi partie de l'écorégion Tirari-Sturt Stony Desert.

### Fossiles
Le désert comprend la région de fossiles allant du lac Ngapakaldi au lac Palankarinna, d'une superficie de 3,5 kilomètres carrés qui est classée au patrimoine national pour ses fossiles de vertébrés de l'ère tertiaire.